# Christian Giencke

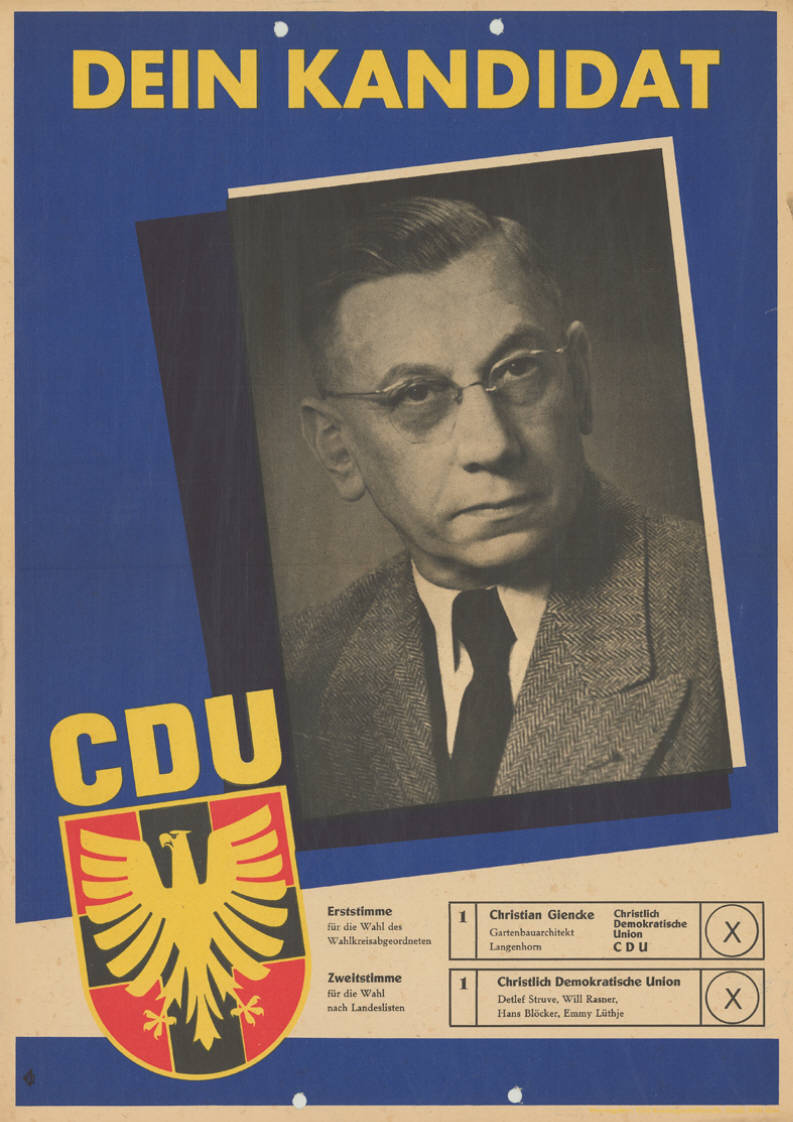
Wahlplakat 1957

Christian Giencke (* 9. Juni 1896 in Langenhorn; † 19. Mai 1967 in Bad Godesberg) war ein deutscher Politiker der CDU.

## Leben und Beruf
Nach Volksschule, Gärtnerlehre und kaufmännischer Ausbildung besuchte Giencke, der evangelischen Glaubens war, die Gartenbaulehranstalt in Köstritz. Am Ersten Weltkrieg nahm er als Soldat teil. Nach dem Staatsexamen in Gartenarchitektur übernahm er 1922 den elterlichen Gartenbaubetrieb in Langenhorn.

## Politik
Giencke gehörte von 1927 bis 1933 dem Gemeinderat von Langenhorn an und war 1945/46 Bürgermeister der Gemeinde. Von 1946 bis 1949 amtierte er als Landrat des damaligen Kreises Husum. Seit 1949 war er Kreispräsident.
Giencke, der sich nach 1945 der CDU anschloss, war seit 1947 deren Vorsitzender im Kreis Husum.
Von 1949 bis 1965 war er Mitglied des Deutschen Bundestages, in den er stets als direkt gewählter Abgeordneter des Wahlkreises Husum – Südtondern – Eiderstedt eingezogen ist.